# 中央军委国防动员部人防局
中央军委国防动员部人防局，位于北京市，是中央军事委员会国防动员部下属局，负责中国人民防空（简称“人防”）工作。

## 沿革
2016年改革前，中国人民解放军总参谋部作战部下设中国人民解放军总参谋部作战部人防局。
在深化国防和军队改革中，2016年1月组建中央军委国防动员部。中央军委国防动员部新设中央军委国防动员部人防局。原中国人民解放军总参谋部作战部人防局局长殷勇出任中央军委国防动员部人防局第一任局长。

## 历任局长
| 中央军委国防动员部人防局局长 1. 殷勇 少将（2016年—） | 中央军委国防动员部人防局副局长 - 杨青山（2016年—） |

## 国家人民防空办公室
1950年10月，中央人民防空筹备委员会成立。1994年11月，国家国防动员委员会成立，原国家人民防空委员会办公室改为国家国防动员委员会人民防空办公室（简称“国家人民防空办公室”）。《中华人民共和国人民防空法》于1996年颁布，自1997年起施行，其第七条规定：“国家人民防空主管部门管理全国的人民防空工作。”
国家人民防空办公室的牌子起初挂在中国人民解放军总参谋部作战部。在深化国防和军队改革，2016年1月撤销中国人民解放军总参谋部，成立中央军委国防动员部。国家人民防空办公室的牌子改挂在中央军委国防动员部人防局。
国家人民防空办公室的主要职责是：
1. 负责《中华人民共和国人民防空法》等法律、法规的组织实施和监督检查。
2. 研究提出人民防空工作的方针、政策、法规和规章制度。
3. 根据国民经济和社会发展计划以及国防建设需要，拟定人民防空事业的发展战略与中长期发展规划，编制人民防空工作年度计划，经批准后组织实施。
4. 拟定国家人民防空重点城市的防护类别、防护标准，经批准后实施。
5. 会同有关部门审批人民防空建设与城市建设相结合规划，审核城市总体规划中贯彻落实人民防空要求及人民防空建设规划情况，依法对城市和经济目标的人民防空建设进行监督检查。
6. 组织开展人民防空组织指挥工作。
7. 组织管理人民防空通信警报建设。
8. 组织管理人民防空工程建设。
9. 组织开展人民防空宣传教育等[5]。

国家人民防空办公室历任主任、副主任是：

| 主任 1. 符传荣（1994年11月—2000年12月，总参谋部作战部部长） 2. 吕登明（2000年12月—2003年1月，总参谋部作战部部长） 3. 章沁生（2003年1月—2005年5月，总参谋部作战部部长） 4. 戚建国（2005年5月—2009年5月，总参谋部作战部部长） 5. 白建军（2009年5月—2013年7月，总参谋部作战部部长） 6. 饶开勋（2013年7月—2016年，总参谋部作战部部长） | 副主任 …… - 王胜利（？—？） - 白建军（2003年—2006年，总参谋部作战部副部长） - 李扬（？—？，总参谋部作战部人防局局长） - 王克斌（？—？） - 柳庆森（？—？，总参谋部作战部人防局局长） - 杨青山（？—？） - 殷勇（2016年—，中央军委国防动员部人防局局长） |